# 志摩温泉郷
志摩温泉郷（しまおんせんごう）は、三重県志摩市内にある温泉の総称である。元々は志摩市内の温泉を宣伝するために設立されたPR団体の名称であったが、2006年秋に解散し、この名称でPR活動を行う温泉はなくなった。

## 概要
志摩市には浜島町に7施設、阿児町に2施設、磯部町に2施設、大王町に1施設の合計12の温泉施設があり、その中の7施設でPR団体は構成されていた。志摩スペイン村社長だった後藤啓一が2001年の志摩スペイン村天然温泉「ひまわりの湯」開湯を契機に発起人となり、温泉のイメージが弱い志摩エリアを共同でPRしようと、合歓の郷、メルパール伊勢志摩（2007年3月末で営業終了、現・都リゾート 奥志摩 アクアフォレスト）、浜島町の4つの旅館（旅情館・紫光〔現・大江戸温泉物語 伊勢志摩〕、ホテル志摩石亭〔現・プレミアリゾート 夕雅 伊勢志摩〕、宝来荘〔2018年5月で営業終了〕、シーサイドホテル鯨望荘）と設立したもので、志摩温泉郷事務局は志摩スペイン村にあった。
志摩市では志摩町を除き温泉が湧出しているが海辺での温泉採掘が多いため、シーサイドホテル鯨望荘の「くじらの湯」と、志摩スペイン村天然温泉「ひまわりの湯」（2施設ともアルカリ性単純泉）以外は全てナトリウム泉であり、無色から鉄分による褐色を若干帯びた湯が多い。湧出した湯は、主にホテルや旅館で使われており、またほとんどの施設で宿泊客以外でも有料での温泉利用が可能である。
また、浜島温泉などは湯の販売も行っている。ナトリウムの濃度が極めて高いため、薄めないと湯沸かし式の浴槽では湯沸かし器を傷める原因にもなる。

## 郷内の温泉
- 浜島温泉
- 船越温泉：1970年代に掘削された温泉（営業休止中）。源泉温度18℃。
- 阿児温泉
- 登茂山温泉
- 奥志摩温泉
- 磯部わたかの温泉

## 歴史
市内で湧出する温泉の多くは、1980年代以降に掘削されたものが多い。これは近年のボーリング技術の進歩で高い確率で温泉を開発することが可能になったためであり、夏季に比べ著しく観光客の客足が鈍る冬季の集客策として宿泊客や旅行会社から要望が高かったため開発されたものである。

## 温泉むすめ
志摩温泉の温泉むすめとして、志摩茉莉也（しままりや）がいる。愛称は「しまりあちゃん」で、声優は平野有紗が務める。編み物と寒中水泳が趣味で、イセエビが好物、誕生日は2月22日、などの設定がある。
キャラクターの公開は2017年11月14日であるが、他の温泉地のようにキャラクターのパネルを立てるなどの展開はなされていなかった。そこで三重県出身の温泉むすめファンが浜島町の町おこしに活用しようと、2023年11月に温泉むすめを展開するエンバウンドの許可を取ってプロジェクトを開始し、2024年2月22日に「顕現式」と称するお披露目会や誕生日会、ファン交流会を開催した。当日に、活動拠点として、倉庫を改造した「シマリアス」が開店した。キャラクターパネルは、シマリアスのほか、まるじん本舗とシーサイドホテル鯨望荘にある。
また、志摩茉莉也は、温泉のPRのみならず、海の幸への感謝と豊漁を願う祭典『伊勢えび祭』を行う「浜島町伊勢えび祭保存会マスコットキャラクター」にも就任した。